# Canal Factory
La Canal Factory, installée dans les locaux occupés autrefois par les studios de Boulogne, un des hauts lieux du cinéma français, est un ensemble de 5 plateaux de tournage installé à Boulogne-Billancourt, entre l'avenue Jean-Baptiste-Clément et la rue de Silly.
Depuis septembre 2015, les locaux des anciens Studios de Boulogne appartiennent au groupe Vivendi.
De nombreux téléfilms y ont été tournés, ainsi que des émissions de télévision : L'Édition spéciale / La Nouvelle Édition (septembre 2007 à juin 2015 - Canal+ / septembre 2016 à juin 2017 - C8), Vie privée, vie publique (France 3), Canal Football Club (depuis août 2008 - Canal+), Canal Rugby Club (depuis novembre 2015 - Canal+), Envoyé spécial (France 2), Thé ou Café (France 2), Touche pas à mon poste ! (octobre 2012 à décembre 2012 - D8 / depuis septembre 2016 - C8), Le Grand 8 (saison 2012-2013 - D8) et Le Grand Journal (de septembre 2015 à mars 2017 - Canal+).
À partir de septembre 2016, ces studios prennent le nom de Canal Factory,. Une trentaine d'émissions du groupe Canal+ sont tournées dans ces studios, dont Le Grand Journal, Le Petit Journal, Les Guignols sur le Plateau B, ou encore TPMP, Il en pense quoi Camille et La Nouvelle Édition sur le Plateau A.
Les bureaux de Flab Prod (société de production appartenant à Canal+ et Vivendi) et les ateliers et les bureaux des auteurs et de la production des Guignols sont aussi à la Canal Factory. Les bureaux de Groland siègent quant à eux également à Canal Factory.

## Description des plateaux
Description des plateaux :
- Plateau A = 950 m²
- Plateau B = 635 m²
- Plateau C = 276 m²
- Plateau D = 133 m²

## Émissions de télévision tournées dans les anciens Studios de Boulogne
Liste non exhaustive des principales émissions de télévision ayant été tournées dans les anciens Studios de Boulogne (SFP) avant leur rachat par le groupe Vivendi :
- Palace (Canal+ - 1988 à 1989)
- Thé ou Café (Plateau C - France 2)
- Hymne à la voix (Plateau A - France 2 - 1999)
- Les Arènes De L'Info (Plateau B - Canal+ - août 1988 à juin 1989)
- Envoyé spécial (Plateau ? - France 2)
- La saison 3 de la série H (Plateau A - Canal+ - 2000 à 2001)
- 20 h 10 pétantes   (Plateau B - Canal+ - 2003 à 2006)
- Dancing Show (France 2)
- Dimanche+ (Plateau B - Canal +)
- Touche pas à mon poste ! (Plateau B - D8 - octobre 2012 à décembre 2012)
- Canal Football Club (Plateau A - Canal +)
- Canal Rugby Club (Plateau A - Canal +)
- Le Grand Journal (Plateau B - Canal + - de septembre 2015 à mars 2017)
- Le Grand 8 (Plateau B - D8 - 2012 à 2013)
- La Nouvelle Édition (Plateau A - Canal+ - entre 2011 et 2015)
- L'Édition spéciale (Plateau A - Canal+ - de septembre 2007 à juin 2011)
- Trophées UNFP du football (Plateau A - Canal+ - entre 2009 et 2014)
- Automoto (TF1)

## Émissions tournées à la Canal Factory
Une grande partie des émissions du groupe Canal+ est tournée dans les studios de la Canal Factory :

### Saison 2016-2017
- Canal Football Club (Plateau A - Canal+)
- Canal Rugby Club (Plateau A - Canal+)
- Le Grand Journal (Plateau B - Canal+) (de septembre 2015 à mars 2017)
- Le Petit Journal (Plateau B - Canal+)
- Les Guignols (Plateau B pour le JT / Plateau C pour les sketches pré-enregistrés - Canal+)
- Groland le Zapoï (Plateau D - Canal+)
- Touche pas à mon poste ! (Plateau A - C8)
- Il en pense quoi Camille ? (Plateau A - C8)
- La Nouvelle Édition (Plateau A - C8)
- Virgin Tonic (De septembre à décembre 2016) (Bureaux de la Canal Factory - Virgin Radio)

### Saison 2017-2018
- Canal Football Club (Plateau A - Canal+)
- Canal Rugby Club (Plateau A - Canal+)
- Les Guignols (Plateau C - Canal+)
- L’Album de la Semaine (Plateau A - Canal+)
- La Case en Plus (Plateau A - Canal+)
- Selon Thomas (Plateau A - Canal+)
- Touche pas à mon poste ! (Plateau B - C8)
- Family Battle (Plateau B - C8) (septembre à novembre 2017)
- C'est que de la télé ! (Plateau B - C8)

### Saison 2018-2019
- Canal Football Club (Plateau A - Canal+)
- Canal Rugby Club (Plateau A - Canal+)
- Canal Sports Club (Plateau A - Canal+)
- Bonsoir ! (Plateau A - Canal+)
- On se retrouve chez Sabatier (Plateau A - C8)
- Touche pas à mon poste ! (Plateau B - C8)
- C'est que de la télé ! (Plateau B - C8)
- Balance ton post ! (Plateau B - C8)
- TPMP refait la semaine ! (Plateau B - C8)
- TPMP People (Plateau B - C8)
- Vendredi vérité : 60 minutes chrono (Plateau B - C8)

### Saison 2019-2020
- Canal Football Club (Plateau A - Canal+)
- Canal Rugby Club (Plateau A - Canal+)
- Canal Sports Club (Plateau A - Canal+)
- Samedi Sport (Plateau A - Canal+)
- Monsieur Aznavour (Plateau A - C8)
- Touche pas à mon poste ! (Plateau B - C8)
- C'est que de la télé ! (Plateau B - C8)
- Balance ton post ! (Plateau B - C8)
- TPMP People (Plateau B - C8)
- La Grande Darka ! (Plateau B - C8)
- De quoi j'me mêle ! (Plateau B - C8)
- Kem's (Plateau C - Canal+)
- La Grosse Rigolade (Plateau B - C8)
- C que du kif (Plateau C - C8)
- À prendre ou à laisser (Plateau B - C8)

### Saison 2020-2021
- Canal Football Club (Plateau A - Canal+)
- Canal Rugby Club (Plateau A - Canal+)
- Canal Sports Club (Plateau A - Canal+)
- À prendre ou à laisser (Plateau B - C8)
- Le 6 à 7 avec Casta  (Plateau B, puis hall de la Canal Factory - C8)
- Touche pas à mon poste ! (Plateau C - C8)
- Balance ton post ! (Plateau C - C8)
- La Grosse Rigolade (Plateau C - C8)
- La Grosse Charriade (Plateau C - C8)
- Loft Story fête ses 20 ans ! (Plateau C - C8)
- Gym Direct (Plateau D - C8)
- Top Albums (Plateau D - CStar)

### Saison 2021-2022
- Canal Football Club (Plateau A - Canal+)
- Canal Rugby Club (Plateau A - Canal+)
- Canal Sports Club (Plateau A - Canal+)
- En aparté (Plateau B - Canal+)
- Touche pas à mon poste ! (Plateau C - C8)
- Balance ton post ! (Plateau C - C8)
- Le 6 à 7 avec Casta (Plateau C, puis hall de la Canal Factory - C8)
- Face à Baba (Plateau C - C8)
- TPMP People (Plateau C - C8)
- Gym Direct (Plateau D - C8)

### Saison 2022-2023
- Canal Football Club (Plateau A - Canal+)
- Canal Rugby Club (Plateau A - Canal+)
- Canal Sports Club (Plateau A - Canal+)
- Talent d'Afrique (Plateau B1)
- Le Cercle (Plateau B1)
- J-1 (Plateau B1)
- En aparté (Plateau B2 - Canal+)
- Touche pas à mon poste ! (Plateau C - C8)
- 6 à 7 (Plateau C - C8)
- Gym Direct (Plateau D - C8)
- Top Albums (Plateau D - CStar)
- Groland (Plateau D / B1)

### Saison 2023-2024
- Canal Football Club (Plateau A - Canal+)
- Canal Rugby Club (Plateau A - Canal+)
- Canal Sports Club (Plateau A - Canal+)
- Talent d'Afrique (Plateau B1)
- Le Cercle (Plateau B1)
- J-1 (Plateau B1)
- En aparté (Plateau B2 - Canal+)
- Touche pas à mon poste ! (Plateau C - C8)
- PAF (Plateau C - C8)
- Face à Hanouna (Plateau C - C8)
- Gym Direct (Plateau D - C8)
- Top Albums (Plateau D - CStar)
- Groland (Plateau D / B1)
- Les Grands du Rire (Plateau D - C8)